# Bataille de la Kume-gawa
Guerre de Genkō
La bataille de la Kume-gawa (久米川の戦い, Kumegawa no tatakai) fait partie de la décisive campagne de Kōzuke-Musashi durant la guerre de Genkō au Japon qui met finalement un terme au shogunat Kamakura. Tenue dans l'actuelle Higashimurayama au pied de l'arête du Hachikokuyama (en) le 12 mai 1333, elle oppose les forces impériales anti-shogunat dirigées par Nitta Yoshisada aux forces du shogun Hōjō. La bataille est une suite immédiate de la proche bataille de Kotesashi de la veille.

## La bataille
À l'aube du 12 mai, les forces impériales progressent sur la position des forces shogunales installées sur la rivière Kume (久米川, Kume-gawa) via la grand-route Kamakura kaidō. Comme le résultat de la bataille de Kotesashi tenue la veille est indécis, les deux parties prévoient de continuer la bataille. Le champ de bataille choisi est une plaine sillonnée de petites rivières et bordée par des crêtes basses. La géographie donne aux guerriers montés de l'espace pour manœuvrer tandis que leurs commandants dominent la bataille des crêtes environnantes de telle façon que Nitta lève son drapeau à Hachikokuyama.
Le Taiheiki raconte ce qui s'est passé. Les forces du shogunat forment une masse importante avec l'intention d'englober les forces impériales. Les forces impériales quant à elles forment un coin pour protéger leur centre. Aucun côté n'obtenant d'avantage immédiat, la bataille continue jusqu'à ce que leurs pertes contraignent les forces du shogun à battre en retraite. Les pertes sont signalées comme relativement légères pour les forces impériales mais lourdes pour celles du shogun.

## Issue
Le résultat est une victoire pour les forces impériales. Lasses de deux jours de combats acharnés, elles se reposent sur le champ de bataille. Les forces shogunales se retirent au sud de Bubaigawara pour attendre des renforts.
Les deux armées s'affrontent de nouveau trois jours plus tard à Bubaigawara et Sekido. En moins d'une semaine, Nitta mène les forces impériales à 50 km au sud et élimine finalement les forces du shogunat l'issue du siège de Kamakura.

## Source de la traduction
- (en) Cet article est partiellement ou en totalité issu de l’article de Wikipédia en anglais intitulé « Battle of Kumegawa » (voir la liste des auteurs).